# Yucatánsaxstjärt
Yucatánsaxstjärt (Doricha eliza) är en fågel i familjen kolibrier.

## Utbredning och systematik
Fågeln är endemisk för Mexiko, där det finns två åtskilda populationer: dels i ett litet område i delstaten Veracruz samt vid Yucatánhalvöns norra kustband. Inga underarter är kända.

## Status
IUCN kategoriserar arten som nära hotad.

## Namn
Fågelns vetenskapliga artnamn hedrar Éliza Lefèvre, fru till franske zoologen Amédée Lefèvre.